# Mitten (Wasserburg)
Mitten war ein Dorf im Amt Lindau in Bayern und ein Ortsteil der gleichnamigen Landgemeinde, der späteren Gemeinde Wasserburg a.Bodensee, jetzt Wasserburg (Bodensee).

## Lage
Der Lindenplatz im heutigen Wasserburg lag etwa mittig in der damaligen Dorfstraße, deren östlicher Teil heute Dorfstraße heißt und der westliche Teil ist heute ein Stück der Halbinselstraße.

## Geschichte
Das Dorf Mitten war bis 1926 der Hauptort der gleichnamigen Landgemeinde, die am 23. März 1926 amtlich in Wasserburg a.Bodensee umbenannt wurde.
Im Jahr 1900 bestand die Gemeinde aus Bichel, Mitten, Mooslachen, Mühle, Reutenen, Schwand und Wasserburg, hatte 614 Einwohner, davon 367 im Dorf Mitten. Bei der Volkszählung 1925 wurde die Einwohnerzahl von Mitten gemeinsam mit Mooslachen mit 592, bei 800 Einwohnern in der Gemeinde, beziffert. Damals gab es die Gemeindeteile Bichel, Mitte, Reutinen, Schwand, Wasserburg a.Bodensee. Mühle und Mooslachen wurden nicht mehr als Gemeindeteile geführt. Im Ortsverzeichnis von 1950 wird Mitten nicht mehr als Ortsteil geführt.